# Бібліотека імені академіка М. О. Лавровського
Бібліотека імені академіка М. О. Лавровського —  науково-інформаційний, культурно-просвітницький підрозділ Ніжинського державного університету імені Миколи Гоголя. що  забезпечує документно-інформаційними ресурсами освітній та науково-дослідний процеси закладу вищої освіти; одна з найдавніших освітянських бібліотек Лівобережної України.

## Історія
Назва бібліотеки як структурного підрозділу освітнього закладу неодноразово зазнавала змін відповідно до статусу і назви, яких набував заклад: 
1820–1832  – бібліотека Гімназії вищих наук князя Безбородька; 
1832–1840  – бібліотека Фізико-математичного ліцею князя Безбородька; 
1840–1875  – бібліотека Юридичного ліцею; 
з 1875 р. – Ніжинського історико-філологічного інституту князя Безбородька. 
За радянської  влади функціонувала як бібліотека Науково-педагогічного інституту (1920–1921), Інституту народної освіти (ІНО, 1921–1930), Інституту соціального виховання (1930–1933), Педагогічного інституту (з 1933 р.; 1939 року вишу присвоєно ім’я випускника Гімназії – М. В. Гоголя). 
З проголошенням Незалежності України – бібліотека Ніжинського педагогічного університету імені Миколи Гоголя (1998–2004). Від 2004 р. ЗВО має найменування Ніжинський державний університет імені Миколи Гоголя, а його бібліотека з 2010 р. названа іменем академіка Миколи Олексійовича Лавровського. 
Основою фонду бібліотеки стало приватне книжкове зібрання меценатів та засновників Ніжинської Гімназії Вищих Наук князя О.А. Безбородька та графа І.А. Безбородька, передане першим почесним піклувальником Гімназії графом О. Г. Кушелєвим-Безбородьком (колекція європейських видань просвітницького та енциклопедичного характеру), який доклав чимало власних коштів та зусиль у добудову приміщення Гімназії та двоповерхового флігеля, про що він 8 червня 1818 року сповістив міністра народної освіти Росії князя О. М. Голіцина, «присовокупляя при этом библиотеку покойного князя Безбородко, состоящую в 2 500 томов».
1821 року після смерті першого директора Гімназії В. Г. Кукольника, родина подарувала частину його особистої бібліотеки. Граф О. Г. Кушелєв-Безбородько підтримав розширення бібліотеки коштом цього дару. Приватна книгозбірня В. Г. Кукольника, передана до бібліотеки, містила 506 томів, серед яких були переважно раритетні видання кінця XVIII — початку XIX ст. Надалі бібліотека формувалася шляхом нових придбань навчальної літератури та дарунків від різноманітних благодійників.
Детальний виклад про початки бібліотеки залишив професор слов'янської філології М. О. Лавровський у праці «Гимназия высших наук кн. Безбородко в Нежине (1820—1832 гг.)» (К.,1879), (К.,1881). На посаду бібліотекаря зазвичай призначався один з професорів Гімназії за додаткове винагородження. Першим обійняв цю посаду професор математичних та природничих наук поляк Казимір Шапалинський. Бібліотекою завідували також І. Я. Ландражин, професор французької словесності (до 1825 р.), наглядач гімназії Август Аман. Спершу гімназійна бібліотека не була впорядкована, не мала інвентарних книг та каталогів.
З 1831 до 1833 року бібліотеку очолив професор природничих наук М. Ф. Соловйов. За описом 1830 року, що відомий зараз як «Список литературы библиотеки Гимназии», П.І. Нікольського, фонд бібліотеки становив 5029 книг (1318 назв), з них — 3312 томів (806 назв) латиною, 1717 томів (512 назв) російською та грецькою мовами. У 1838 р. відповідальний за бібліотеку професор чистої математики Карл-Генріх Купфер застудився та помер, рятуючи бібліотеку від наслідків пожежі.
У 1875 році, після реорганізації Гімназії Вищих Наук у Ніжинський історико-філологічний інститут, бібліотека придбала цінні книжкові зібрання професорів Московського університету С.П.Шевирьова (1806-1864), Лейпцизького – Ф.-В.Річля (1806-1876), директора Санкт-Петербурзького історико-філологічного інституту І.Б.Штейнмана (1819-1872). У 1876 році Варшавським університетом було подаровано дублетні примірники колекції «Polonica» у кількості 639 томів. А 1887 року до складу Фундаментальної бібліотеки інституту увійшли стародруки XVI—XVII століття грецькою та латинською мовами з бібліотеки Ніжинського Олександрівського грецького училища (647 томів). Невдовзі її склад поповнили відомих науковців академіків В. І. Рєзанова, Ю. Ф. Карського та К. Харламповича, професорів І. Г. Турцевича, В.В.Качановського, М. Н. Бережкова, І. М. Михайловського, К. Ф. Радченка, П. В. Тихомирова, П. О. Заболоцького, В. П. Клінгера, В. В. Данілова, протоієрея Андрія Хойнацького та інших. Під керівництвом відомого палеографа професора М.Н.Сперанського формувався унікальний рукописний фонд бібліотеки, де зберігалися раритетні манускрипти XI-XVIII ст. та авторські рукописи творів найвідомішого студента ніжинської «Alma Mater» письменника М. В. Гоголя. На жаль, унікальні рукописи та велика кількість стародруків з ніжинської бібліотеки у 1934-1936 рр. були вилучені та перебувають тепер у фондах інших наукових книгозбірень України.
Протягом 1880—1882 років Бібліотечною комісією з колективу професорів інституту було проведено систематизацію та впорядкування книгозбірні. Підготовку до друку систематизованого каталогу здійснив бібліограф С. І. Пономарьов. Перший систематичний каталог вийшов друком 1887 року. 1892 року було відкрито читальню для студентів. 1924 року було запроваджено посаду завідувача бібліотеки й призначено на неї М. М. Бережкова. 1936 року Бібліотека Київського університету одержала дозвіл доукомплектувати свої фонди цінними виданнями з Ніжинської бібліотеки. Таким чином було розірвано й розпорошено важливі колекції, що збиралися протягом тривалого часу й цілісно зберігалися в Ніжині.
Під час Другої світової війни бібліотека була залишена в окупованому гітлерівцями Ніжині. Завдяки подвигу співробітниць бібліотеки директора Н.Г.Наркевич та головного бібліографа З.К.Константинової, які добровільно переселилися в приміщення бібліотеки та усі два роки окупації прожили поруч з книгами, було збережено основний фонд. Ризикуючи життям, мужні бібліотекарки зберегли книжкові скарби, запобігши вибуху замінованої гітлерівцями бібліотеки. 20 вересня 1943 року бібліотека відновила свою роботу.
1985 року за ініціативи тодішнього ректора Ніжинського державного педагогічного інституту імені М. В. Гоголя академіка Ф. С. Арвата, директора бібліотеки Н. О. Ленченко та доцента Г. П. Васильківського на основі фонду стародрукованих, рідкісних та цінних книг було організовано Музей рідкісної книги (від 1986 року має ім'я Г. П. Васильківського (1905-1986)).
2010 року бібліотеці присвоєно ім'я академіка  Миколи Олексійовича Лавровського (1825-1899), відомого педагога, державного діяча в галузі освіти та науки, доктора слов'янської словесності та педагогіки, який працював на посадах професора Харківського університету, директора Ніжинського Історико-філологічного інституту князя Безбородька та Варшавського університету, й особливо велику увагу приділяв розвиткові бібліотеки.

## Фонди
Сучасний книжковий фонд комплектується літературою з історії, філології, математики, фізики та інших галузей знань і становить бл. 1 млн одиниць зберігання. Бібліотека має рідкісні видання XVI-XVIII ст. До книжкового фонду увійшли колекція палеотипів — книг першої половини XVI ст. (найстаріша серед них — видання творів давньогрецького філософа Платона, Венеція, 1513 р.), особові зібрання професора Петербурзького історико-філологічного інституту І. Штейнмана (960 прим.), професора Московського університету С. Шевирьова (7359 прим.), професора Лейпцизького університету Ф. Річля (4930 прим.), дублетні екземпляри колекції «Polonica» Варшавського університету, бібліотека ніжинського Олександрівського грецького училища, а також зібрання викладачів університету Б. Яцемірського, М. Бережкова, І. Турцевича, К. Радченка, академіків В. І. Рєзанова, К. В. Харламповича та ін.